# Tell Muhammad
Tell Muhammad (también transliterado como Tell Mohammed y Tall Muhammad) es un sitio arqueológico del Cercano Oriente que actualmente se encuentra en las afueras de Bagdad, a orillas del río Tigris, en la región de Diyala. Se halla muy cerca del sitio de Tell Harmal, al norte, y no muy lejos de Tell al-Dhiba'i, al noreste.
El nombre antiguo del sitio es desconocido, aunque se ha propuesto que pudo haber sido Diniktum. También se ha sugerido que podría tratarse de la ciudad perdida de Akkad. Con base en un nombre de año encontrado en una de las tablillas cuneiformes, también se ha propuesto el nombre de Banaia.
No debe confundirse con Tell Mohammed Arab, excavado en el marco del proyecto de rescate arqueológico por la presa Saddam en Eski Mosul, Irak, ni con Tell Mohammed Diyáb, en Siria.

## Arqueología

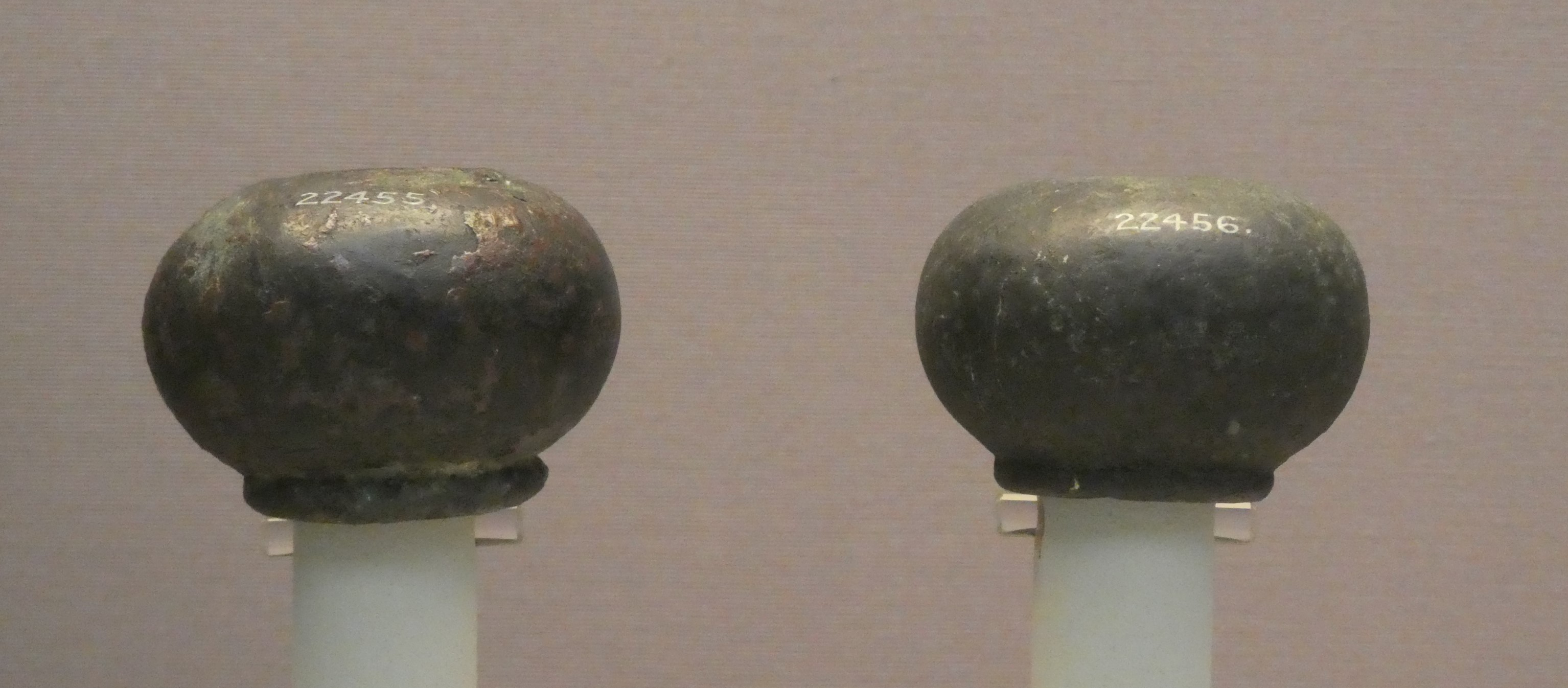
Cabezas de maza Hammurabi Tell Muhammad BM 22455 6

Su extensión original era de aproximadamente 25 hectáreas, aunque actualmente se ha reducido a unas 5 hectáreas, con una altura máxima de 2,5 metros. Existía una muralla de fortificación de seis metros de ancho, cuyo trazado completo aún no ha sido determinado. El sitio, que en ese entonces se encontraba a unas 6 millas (unos 10 km) al suroeste de Bagdad, fue excavado por J. F. Jones en 1850. Allí encontró varias cabezas de maza de bronce con una inscripción de Hammurabi, gobernante de Babilonia. El sitio fue examinado nuevamente en 1853 por  Austen Henry Layard, quien también encontró cabezas de maza con la inscripción "E.GAL ha-am-mu-ra-pi" —"(propiedad del) palacio de Hammurabi".
A comienzos del siglo XX, E. Hertzfeld lo dibujó en un croquis, indicando dimensiones de 550 metros de norte a sur y 350 metros de este a oeste.
En 1957, durante un estudio arqueológico de la región (sitio #414 según Adams), se informó que había sido parcialmente destruido por la construcción de un canal moderno.
Al noreste existía un gran recinto cuadrado (actualmente urbanizado) que medía 900 metros de noreste a suroeste por 900 metros de sureste a noroeste. El sitio fue trabajado durante 8 temporadas entre 1978 y 1985, y nuevamente en 1999, por la Organización Estatal de Antigüedades de Irak, bajo la dirección de Sd. Mu'tasim Rashid Abdur-Ra. Las excavaciones han revelado restos correspondientes a los períodos de Isin-Larsa, Babilónico Antiguo y Casita.
Se encontraron varias tablillas cuneiformes del período babilónico antiguo en los Niveles II y III, las cuales se conservan actualmente en el Museo Nacional de Irak en Bagdad. Aproximadamente 70 de estas tablillas han sido publicadas y provienen de un contexto privado, registrando contratos de dos generaciones de una familia dedicada al comercio. 
Las tablillas del Nivel III presentan la antigua fórmula de datación basada en nombres de años relacionados con eventos. En cambio, las del Nivel II contienen dos tipos de fechas: una con la fórmula antigua basada en eventos y otra con la fórmula más reciente. Se cree que esto refleja una transición del control babilónico al casita. Las tablillas más recientes solo emplean la fórmula de datación con nombre de año.
Los trabajos en el sitio se han reanudado bajo el esfuerzo del Proyecto Arqueológico Urbano de Bagdad, liderado por la Universidad de Catania y dirigido por Nicola Laneri, de la Universidad de Sicilia, con campañas de excavación en 2022 y 2023. Antes de que el sitio fuera cercado en 2017, había sido utilizado como un vertedero no oficial, por lo que gran parte de la primera temporada se dedicó a la limpieza de los residuos.
Se examinaron áreas residenciales, comerciales y de gestión del agua. Entre los hallazgos se encontraron tres sellos cilíndricos, varias placas de terracota, modelos, un inodoro, una capilla funeraria y figurillas. Uno de los sellos cilíndricos llevaba la inscripción: “Awil-Adad, hijo de La-sani, siervo de Sin”. Los excavadores solo se encontraron restos cerámicos y tumbas correspondientes al nivel casita, determinando que la estratigrafía del sitio abarca 8 niveles:
- Niveles V-VIII – Isin-Larsa – Ur III (finales del tercer milenio a. C.)
- Nivel IV – Babilónico Antiguo Temprano (ca. siglo XIX a. C.)
- Nivel III – Babilónico Antiguo Medio Temprano (ca. siglo XVIII a. C.)
- Nivel II – Babilónico Antiguo Tardío (ca. siglos XVI–XVII a. C.)
- Nivel I – Casita (ca. siglos XIII–XV a. C.)

## Historia
Tell Muhammad estuvo ocupado desde el período Ur III hasta el período casita, aunque corresponde principalmente al período babilónico antiguo. (El estudio de 1957 reportó cerámica del período acadio, pero excavaciones posteriores no pudieron confirmar ese hallazgo).
A partir de las tablillas recuperadas, se conocen dos gobernantes: Ḫurbaḫ (también escrito Ḫurbaḫ/zum) y Šipta-ulzi, ambos con nombres casitas. Estos coinciden con los nombres de gobernantes casitas tempranos registrados en la Lista Sincrónica de Reyes. Se cree que gobernaron aproximadamente en la misma época que Samsu-ditāna (ca. 1625–1595 a. C.), el último rey de la Primera Dinastía de Babilonia, y que los reyes de la Dinastía del País del Mar, Pešgaldarameš y Ayadaragalama, también estaban activos en ese periodo.
Una propuesta alternativa sugiere fechar a estos gobernantes de Tell Muhammad durante el reinado del monarca anterior de Babilonia, Ammi-Saduqa.
En Tell Muhammad se encontraron varias tablillas —contratos de préstamo en plata— que estaban fechadas con dos fórmulas de nombre de año: “Año 38 después de que Babilonia fue repoblada” y “El año en que hubo un eclipse lunar”. La primera fórmula corresponde al tipo de datación utilizado por los casitas, lo que marca un cambio respecto al formato basado en eventos que se usaba durante todo el período babilónico antiguo.
Se han realizado intentos de utilizar esta referencia al eclipse para fechar el saqueo de Babilonia y su posterior repoblación por parte de los casitas.
Otros nombres de año conocidos incluyen:
- “Año en que el hijo de Ḫurbaḫ fue asesinado en Tupliaš” (mu ša dumu ḫu-ur-ba-aḫ i-na tu-up-li-ia-aš di-kú).
- “El año en que el hijo de Ḫurbaḫ se volvió hostil hacia el rey” (mu dumu ḫu-ur-ba-aḫ ki lugal ik-ki-ru).
- “Año en que Ḫurbaḫ restauró a los dioses de Ešnunna” (MU DINGIR.DIDLI ša áš-nun-naki ḫu-ur-ba-aḫ ú-ud-di-šu).

## Lecturas complementarias
- Abass, M.H., "Duqqer and Amulet from Tell Muhammad and Fly Amulets from Ur", Sumer 52, pp. 152–68, 2003/2004 (in Arabic)
- Al-Khayyat, A. A., "A Study of a Number of Terracottas from Tell Muhammad", Sumer 43, pp. 146–154, 1984 (in Arabic)
- I.J. Alubaid, "Unpublished Cuneiform Texts from Old Babylonian Period, Diyala Region, Tell Muhammad", MA Thesis, College of Arts, University of Baghdad, 1983
- P. Gentili, "Tell Muhammad ... again!", Sumer, vol. 52, pp. 34–38, 2003/2004
- Goetze, Albrecht, "Remarks on the Old Babylonian Itinerary", Journal of Cuneiform Studies, vol. 18, no. 4, pp. 114–19, 1964
- Lappin, David F., "The Venus Tablets of Ammizaduga and Attested 30-day Lunar Months in a Reassessment of Babylonian First Dynasty Chronology", 2008
- Van Koppen, Frans, "The early Kassite period", Karduniaš: Babylonia Under the Kassites, Proceedings of the Symposium Held in Munich 30 Juni to 2 July 2011. Vol. 2, 2017
- Wall-Romana, Christophe "An areal location of Agade", Journal of Near Eastern Studies 49.3, pp. 205–245, 1990
- Zomer, Elyze, "Enmity against Samsu-ditāna", Law and (Dis) Order in the Ancient Near East: Proceedings of the 59th Rencontre Assyriologique Internationale Held at Ghent, Belgium, 15–19 July 2013, pp. 324–332, 2021